# Coupe de Tunisie
La Coupe de Tunisie è una competizione calcistica tunisina, organizzata dalla Federazione calcistica della Tunisia. Fu istituita nel 1922.

## Albo d'oro

### Prima dell'indipendenza della Tunisia
| Stagione | Campione                    | Risultato     | Finalista                            |
| -------- | --------------------------- | ------------- | ------------------------------------ |
| 1922-23  | Avant Garde (Tunis)         | 1-0           | Racing Club (Tunis)                  |
| 1923-24  | Racing Club (Tunis)         | 2-1           | Sporting Club                        |
| 1924-25  | Stade Gaulois (Tunis)       | 2-0           | Racing Club (Tunis)                  |
| 1925-26  | Sporting Club (Tunis)       | 2-1           | FC Bizertin (Bizerte)                |
| 1926-27  | Stade Gaulois (Tunis)       | 2-1           | Sporting Club                        |
| 1927-28  | non disputata               | non disputata | non disputata                        |
| 1928-29  | non disputata               | non disputata | non disputata                        |
| 1929-30  | US Tunisienne (Tunis)       | 2-1           | Sporting Club                        |
| 1930-31  | US Tunisienne (Tunis)       |               | disputata in round-robin             |
| 1931-32  | Racing Club (Tunis)         | 1-1, 5-0      | Sporting Club                        |
| 1932-33  | US Tunisienne (Tunis)       | 2-1           | Stade Gaulois (Tunis)                |
| 1933-34  | US Tunisienne (Tunis)       | 1-1, 2-1      | Vaillante Sporting Club (Ferryville) |
| 1934-35  | US Tunisienne (Tunis)       | 3-0           | Sporting Club                        |
| 1935-36  | Italia (Tunis)              | 1-0           | Jeunesse Hammam-Lif                  |
| 1936-37  | Stade Gaulois (Tunis)       | 1-0           | Espérance Sportive de Tunis          |
| 1937-38  | Sporting Club (Tunis)       | 0-0, 2-0      | Racing Club (Tunis)                  |
| 1938-39  | Espérance Sportive de Tunis | 3-1           | Étoile Sportive du Sahel             |
| 1939-40  | non disputata               | non disputata | non disputata                        |
| 1940-41  | non disputata               | non disputata | non disputata                        |
| 1941-42  | US Ferryville               | 4-1           | Union Sportive Béjaoise (Béja)       |
| 1942-43  | non disputata               | non disputata | non disputata                        |
| 1943-44  | non disputata               | non disputata | non disputata                        |
| 1944-45  | Olympique (Tunis)           | 0-0, 1-0      | Espérance Sportive de Tunis          |
| 1945-46  | Patrie FC (Bizerte)         | 3-1           | Étoile Sportive du Sahel             |
| 1946-47  | Club Sportif de Hammam-Lif  | 2-1           | Espérance Sportive de Tunis          |
| 1947-48  | Club Sportif de Hammam-Lif  | 2-0           | Patrie FC (Bizerte)                  |
| 1948-49  | Club Sportif de Hammam-Lif  | 1-0           | Club Athlétique Bizertin             |
| 1949-50  | Club Sportif de Hammam-Lif  | 3-0           | Étoile Sportive du Sahel             |
| 1950-51  | Club Sportif de Hammam-Lif  | 2-0           | Club Athlétique Bizertin             |
| 1951-52  | non disputata               | non disputata | non disputata                        |
| 1952-53  | non disputata               | non disputata | non disputata                        |
| 1953-54  | Club Sportif de Hammam-Lif  | 1-0           | Étoile Sportive du Sahel             |
| 1954-55  | Club Sportif de Hammam-Lif  | 2-1           | Sfax Railways Sports                 |

### Dopo l'indipendenza della Tunisia
| Stagione | Campione                                               | Risultato                                              | Finalista                                              |
| -------- | ------------------------------------------------------ | ------------------------------------------------------ | ------------------------------------------------------ |
| 1955-56  | Stade Tunisien                                         | 3-1                                                    | Club Africain                                          |
| 1956-57  | Espérance de Tunis                                     | 2-1                                                    | Étoile Sportive du Sahel                               |
| 1957-58  | Stade Tunisien                                         | 2-0                                                    | Étoile Sportive du Sahel                               |
| 1958-59  | Étoile Sportive du Sahel                               | 2-2, 3-2                                               | Espérance de Tunis                                     |
| 1959-60  | Stade Tunisien                                         | 2-0                                                    | Étoile Sportive du Sahel                               |
| 1960-61  | AS La Marsa                                            | 0-0, 3-0                                               | Stade Tunisien                                         |
| 1961-62  | Stade Tunisien                                         | 1-1, 1-0                                               | Stade Soussien                                         |
| 1962-63  | Étoile Sportive du Sahel                               | 0-0, 2-1                                               | Club Africain                                          |
| 1963-64  | Espérance de Tunis                                     | 1-0                                                    | CS Hammam-Lif                                          |
| 1964-65  | Club Africain                                          | 0-0, 2-1                                               | AS La Marsa                                            |
| 1965-66  | Stade Tunisien                                         | 1-0                                                    | AS La Marsa                                            |
| 1966-67  | Club Africain                                          | 2-0                                                    | Étoile Sportive du Sahel                               |
| 1967-68  | Club Africain                                          | 3-2                                                    | Sfax Railways Sports                                   |
| 1968-69  | Club Africain                                          | 2-0                                                    | Espérance de Tunis                                     |
| 1969-70  | Club Africain                                          | 0-0 (5-3 dtr)                                          | AS La Marsa                                            |
| 1970-71  | Club Sportif Sfaxien                                   | 1-0                                                    | Espérance de Tunis                                     |
| 1971-72  | Club Africain                                          | 1-0                                                    | Stade Tunisien                                         |
| 1972-73  | Club Africain                                          | 1-0                                                    | AS La Marsa                                            |
| 1973-74  | Étoile Sportive du Sahel                               | 1-0                                                    | Club Africain                                          |
| 1974-75  | Étoile Sportive du Sahel                               | 1-1, 3-0                                               | El Makarem de Mahdia                                   |
| 1975-76  | Club Africain                                          | 1-1, 3-1                                               | Espérance de Tunis                                     |
| 1976-77  | AS La Marsa                                            | 3-0                                                    | Club Sportif Sfaxien                                   |
| 1977-78  | non completato prima del campionato mondiale di calcio | non completato prima del campionato mondiale di calcio | non completato prima del campionato mondiale di calcio |
| 1978-79  | Espérance de Tunis                                     | 0-0 (3-2 dtr)                                          | Sfax Railways Sports                                   |
| 1979-80  | Espérance de Tunis                                     | 2-0                                                    | Club Africain                                          |
| 1980-81  | Étoile Sportive du Sahel                               | 3-1                                                    | Stade Tunisien                                         |
| 1981-82  | CA Bizertin                                            | 1-0                                                    | Club Africain                                          |
| 1982-83  | Étoile Sportive du Sahel                               | 3-1                                                    | AS La Marsa                                            |
| 1983-84  | AS La Marsa                                            | 0-0 (5-4 dtr)                                          | Club Sportif Sfaxien                                   |
| 1984-85  | CS Hammam-Lif                                          | 0-0 (3-2 dtr)                                          | Club Africain                                          |
| 1985-86  | Espérance de Tunis                                     | 0-0 (4-1 dtr)                                          | Club Africain                                          |
| 1986-87  | CA Bizertin                                            | 1-0                                                    | AS La Marsa                                            |
| 1987-88  | Club Olympique Transports                              | 1-1 (5-4 dtr)                                          | Club Africain                                          |
| 1988-89  | Espérance de Tunis                                     | 2-0                                                    | Club Africain                                          |
| 1989-90  | AS La Marsa                                            | 3-2                                                    | Stade Tunisien                                         |
| 1990-91  | Espérance de Tunis                                     | 2-1                                                    | Étoile Sportive du Sahel                               |
| 1991-92  | Club Africain                                          | 2-1                                                    | Stade Tunisien                                         |
| 1992-93  | Olympique de Béja                                      | 0-0 (3-1 dtr)                                          | AS La Marsa                                            |
| 1993-94  | AS La Marsa                                            | 1-0                                                    | Étoile Sportive du Sahel                               |
| 1994-95  | Club Sportif Sfaxien                                   | 2-1                                                    | Olympique de Béja                                      |
| 1995-96  | Étoile Sportive du Sahel                               | 2-1                                                    | JS Kairouan                                            |
| 1996-97  | Espérance de Tunis                                     | 1-0                                                    | Club Sportif Sfaxien                                   |
| 1997-98  | Club Africain                                          | 1-1 (4-3 dtr)                                          | Olympique de Béja                                      |
| 1998-99  | Espérance de Tunis                                     | 2-1                                                    | Club Africain                                          |
| 1999-00  | Club Africain                                          | 0-0 (4-2 dtr)                                          | Club Sportif Sfaxien                                   |
| 2000-01  | CS Hammam-Lif                                          | 1-0                                                    | Étoile Sportive du Sahel                               |
| 2001-02  | non completato prima del campionato mondiale di calcio | non completato prima del campionato mondiale di calcio | non completato prima del campionato mondiale di calcio |
| 2002-03  | Stade Tunisien                                         | 1-0                                                    | Club Africain                                          |
| 2003-04  | Club Sportif Sfaxien                                   | 2-0                                                    | Espérance de Tunis                                     |
| 2004-05  | Espérance de Zarzis                                    | 2-0                                                    | Espérance de Tunis                                     |
| 2005-06  | Espérance de Tunis                                     | 2-2 (5-4 dtr)                                          | Club Africain                                          |
| 2006-07  | Espérance de Tunis                                     | 2-1                                                    | CA Bizertin                                            |
| 2007-08  | Espérance de Tunis                                     | 2-1                                                    | Étoile Sportive du Sahel                               |
| 2008-09  | Club Sportif Sfaxien                                   | 1-0                                                    | US Monastir                                            |
| 2009-10  | Olympique de Béja                                      | 1-0                                                    | Club Sportif Sfaxien                                   |
| 2010-11  | Espérance de Tunis                                     | 1-0                                                    | Étoile Sportive du Sahel                               |
| 2011-12  | Étoile Sportive du Sahel                               | 1-0                                                    | Club Sportif Sfaxien                                   |
| 2012-13  | CA Bizertin                                            | 2-1                                                    | AS La Marsa                                            |
| 2013-14  | Étoile Sportive du Sahel                               | 1-0                                                    | Club Sportif Sfaxien                                   |
| 2014-15  | Étoile Sportive du Sahel                               | 4-3                                                    | Stade Gabèsien                                         |
| 2015-16  | Espérance de Tunis                                     | 2-0                                                    | Club Africain                                          |
| 2016-17  | Club Africain                                          | 1-0                                                    | US Ben Guerdane                                        |
| 2017-18  | Club Africain                                          | 4-1                                                    | Étoile Sportive du Sahel                               |
| 2018-19  | Club Sportif Sfaxien                                   | 0-0 (5-4 dtr)                                          | Étoile Sportive du Sahel                               |
| 2019-20  | US Monastir                                            | 2-0                                                    | Espérance de Tunis                                     |
| 2020-21  | Club Sportif Sfaxien                                   | 0-0 (5-4 dtr)                                          | Club Africain                                          |
| 2021-22  | Club Sportif Sfaxien                                   | 2-0                                                    | La Marsa                                               |
| 2022-23  | Olympique de Béja                                      | 1-0                                                    | Espérance de Tunis                                     |
| 2023-24  | Stade Tunisien                                         | 2-0                                                    | CA Bizertin                                            |
| 2024-25  | Espérance de Tunis                                     | 1-0                                                    | Stade Tunisien                                         |

## Vittorie per squadra
| Club                   | Città      | Vittorie | Stagioni                                                                                       |
| ---------------------- | ---------- | -------- | ---------------------------------------------------------------------------------------------- |
| Espérance              | Tunisi     | 16       | 1939, 1957, 1964, 1979, 1980, 1986, 1989, 1991, 1997, 1999, 2006, 2007, 2008, 2011, 2016, 2025 |
| Club Africain          | Tunisi     | 13       | 1965, 1967, 1968, 1969, 1970, 1972, 1973, 1976, 1992, 1998, 2000, 2017, 2018                   |
| Étoile du Sahel        | Susa       | 10       | 1959, 1963, 1974, 1975, 1981, 1983, 1996, 2012, 2014, 2015                                     |
| Hammam Lif             | Hammam-Lif | 9        | 1947, 1948, 1949, 1950, 1951, 1954, 1955, 1985, 2001                                           |
| Sfaxien                | Sfax       | 7        | 1971, 1995, 2004, 2009, 2019, 2021, 2022                                                       |
| Stade Tunisien         | Tunisi     | 7        | 1956, 1958, 1960, 1962, 1966, 2003, 2024                                                       |
| La Marsa               | La Marsa   | 5        | 1961, 1977, 1984, 1990, 1994                                                                   |
| US Tunisienne          | Tunisi     | 5        | 1930, 1931, 1933, 1934, 1935                                                                   |
| Bizertin               | Biserta    | 3        | 1982, 1987, 2013                                                                               |
| Stade Gaulois de Tunis | Tunisi     | 3        | 1925, 1927, 1937                                                                               |
| Olympique Béja         | Béja       | 3        | 1993, 2010, 2023                                                                               |
| Racing Club de Tunis   | Tunisi     | 2        | 1924, 1932                                                                                     |
| Sporting Club de Tunis | Tunisi     | 2        | 1926, 1938                                                                                     |
| Espérance Zarzis       | Zarzis     | 1        | 2005                                                                                           |
| Transports Tunis       | Tunisi     | 1        | 1988                                                                                           |
| Patrie Bizertin        | Biserta    | 1        | 1946                                                                                           |
| Monastir               | Monastir   | 1        | 2020                                                                                           |
| Olympique de Tunis     | Tunisi     | 1        | 1944                                                                                           |
| Ferryville             | Ferryville | 1        | 1942                                                                                           |
| Italia de Tunis        | Tunisi     | 1        | 1936                                                                                           |
| Avant Garde de Tunis   | Tunisi     | 1        | 1923                                                                                           |